# Quercus infectoria
Quercus infectoria, deutsch selten als Aleppo-Eiche oder als Färber-Eiche, auch Gall-Eiche, bezeichnet, ist eine Eichenart, verbreitet im östlichen Mittelmeerraum und dem angrenzenden Westasien. Die Galläpfel, Pflanzengallen auf den Blättern dieser Eichenart, werden medizinisch verwendet, in der Vergangenheit wurden sie auch zur Herstellung von Eisengallustinte genutzt.

## Beschreibung
Quercus infectoria ist ein halbimmergrüner bis laubabwerfender kleiner Baum mit meist kurzem, oft krummem und gewundenem Stamm, mit einer Wuchshöhe von etwa 5–7 Metern, selten bis zu 10 (über 15) Metern oder ein kleiner Strauch. Der Stammdurchmesser erreicht über 60 Zentimeter, selten bis über 2 Meter. Die Art kann über 500 Jahre alt werden. Die Borke ist grau gefärbt und rissig bis schuppig. Junge Triebe sind gelb- bis rotbraun und filzig behaart, später verkahlend.
Die wechselständigen und kurz gestielten, ledrigen, etwas steifen Laubblätter erreichen etwa 4 bis 6 Zentimeter Länge. Sie sind eiförmig bis verkehrt-eiförmig, spitz bis stumpf, oft feinstachelspitzig, am Rand grob, oft feinstachelspitzig, teils geschweift, gezähnt, teilweise gelappt oder gekerbt. Der Blattrand ist manchmal leicht umgebogen. Sie sind auf der Unterseite heller und meist kahl bis behaart, oberseits sind sie glänzend und kahl. Die Blattform ist äußerst variabel, bei Exemplaren aus dem Libanon ist das Blatt zur Spitze hin breiter. Die Länge des kurzen Blattstiels ist variabel und zwischen den Unterarten verschieden.
Die 2–3 cm langen, sehr kurz gestielten bis sitzenden Eicheln stehen einzeln oder in kleinen Gruppen. Der meist kurze Fruchtbecher (Cupula) besitzt, teils feinhaarige, anliegende Schuppen.
Die Eichenart ist morphologisch variabel und zu anderen in der Region verbreiteten Arten sehr ähnlich, mit denen sie zudem oft Hybride ausbilden kann. Eine sichere Bestimmung anhand einzelner Merkmale ist daher schwierig. Die Blattform ähnelt Quercus ithaburensis und Quercus macranthera, die Eicheln sind ähnlich zu denjenigen von Quercus kotschyana und Quercus cedrorum. In der Kombination der Merkmale ist aber meist eine sichere Ansprache möglich. Sehr ähnlich und in Einzelexemplaren manchmal nicht sicher unterscheidbar ist Quercus pubescens. Bei mikroskopischer Untersuchung sind auch Besonderheiten der Anatomie der Blattspreite und des Blattstiels erkennbar. Die morphologisch sehr ähnliche Quercus faginea besitzt oberseits schwach glänzende, unterseits meist ausdauernd behaarte Laubblätter. Diese westmediterrane Art kommt außerdem in einem völlig getrennten Areal vor.

## Unterarten
Gewöhnlich werden zwei Unterarten unterschieden, bei einer davon eine Varietät, deren morphologische Unterscheidung nicht immer einfach ist:
- Quercus infectoria subsp. infectoria: Sie kommt in Griechenland und in der nördlichen Türkei vor.[6]
- Quercus infectoria subsp. veneris (A.Kern.) H.Lindb. Ein häufig verwendeter synonymer Name für diese Unterart ist Quercus infectoria subsp. boissieri (Reut.) O.Schwarz (gleich Quercus boissieri Reut.). Die Verwendung dieses Namens ist umstritten. Der Name Quercus boissieri, im Artrang, hätte Priorität über Quercus veneris A.Kern. (1853 bzw. 1904 erstbeschrieben), aber im Unterartrang wurde die subsp. veneris zuerst beschrieben.[8] Einige Autoren halten dies weiterhin für den gültigen Namen der Unterart. Selten wird die Synonymie sogar bestritten und von zwei getrennten Sippen ausgegangen.[9] Diese Unterart kommt vom östlichen Mittelmeergebiet bis zum Iran vor.[6] Die Pflanzen sind hier einiges größer.[10]
  - Quercus infectoria Oliv. subsp. boissieri (Reut.) O.Schwarz var. tenuicarpa (Djav.-Khoie) Jamzad et Panahi: Die 2012 erstbeschriebene Varietät kommt im Iran vor.[6]

## Verbreitung, Vegetation
Die Art kommt vor von der Ägäis im Westen über Anatolien, den Irak bis Iran im Osten. Im Süden erreicht sie über Syrien den Libanon und den Norden Israels. Vorkommen sind von den ägäischen Inseln und der Insel Zypern angegeben. Die Art kommt von Meereshöhe bis in ca. 2000 Meter Höhe im Gebirge vor, sie ist nicht frosthart. Die Art ist recht trockenheitstolerant, Vorkommen gibt es bis in Regionen mit etwa 400 mm Jahresniederschlag.
Quercus infectoria subsp. veneris bildet in Südost-Anatolien in der Türkei meist beweidete, halboffene Buschwälder zusammen mit der Stieleiche Quercus robur (in der Unterart pedunculiflora). Weiter im Westen, unter submediterranem Klima, wird die Art seltener, sie ist hier Beständen der immergrünen Kermeseiche Quercus coccifera beigemischt. In der mediterranen Klimazone kommen die Eichenarten Quercus infectoria subsp. infectoria und die Zerreiche Quercus cerris im Unterstand von Wäldern der Kalabrischen Kiefer Pinus brutia vor. Auf Zypern ist Quercus infectoria subsp. veneris eine von drei indigenen Eichenarten. Sie kommt recht selten in den Gebirgen im Norden und Westen der Insel vor.
Ostgrenze der Verbreitung der Art ist das Zāgros-Gebirge im Iran. Die Vorkommen reichen von Sardascht in  West-Aserbaidschan bis Aleshtar in Lorestan.
Nach Einschätzung der IUCN ist Quercus infectoria nicht bestandsgefährdet (Status: least concern).

## Phylogenie
Die Art gehört zu den „weißen“ Eichen der Untergattung Quercus, Sektion Quercus, einem artenreichen und taxonomisch schwierigen Aggregat aus eurasiatischen (paläarktischen) und amerikanischen Eichenarten. Die Zusammengehörigkeit von infectoria s. str. und boissieri wurde dabei nach genetischen Daten bestätigt. Eine nahe verwandte Art ist die Flaumeiche Quercus pubescens. Die paläarktischen, westasiatischen und europäischen Arten des Komplexes bilden die Klade der „roburoiden“ Eichen. Die mediterranen, an Trockenheit adaptierten Arten der Gruppe wurden früher oft als Subsektion Galliferae abgetrennt, diese Gruppe erwies sich allerdings als nicht monophyletisch.

## Galläpfel
Die Art ist bekannt für das besonders häufige Vorkommen von Galläpfeln auf der Blattunterseite. Die harten, korkartigen Galläpfel werden von Gallwespen (vor allem Gemeine Eichengallwespe Cynips quercusfolii) verursacht. Die Galläpfel sind reich an Tanninen und werden als Antioxidantien und aufgrund antimikrobieller und entzündungshemmender Wirkung medizinisch getestet. Berichtet wird auch von einer bleichenden Wirkung auf die Haut. Getrocknete und pulverisierte Galläpfel von Quercus infectoria werden ethnomedizinisch seit Jahrhunderten gegen Entzündungen eingesetzt. Die Eicheln sind prinzipiell essbar, wegen des bitteren Geschmacks aber nur nach längerem Wässern. Daneben werden sie zu Vegetabilgerbung verwendet. Das Art-Epitheton infectoria geht auf die häufige Präsenz der Galläpfel zurück.